# Go-Stop
Il Go-Stop (고스톱?, GoseutopLR) è un gioco di carte sudcoreano, popolare soprattutto durante i ritrovi tra famiglie e amici per festività come il Chuseok.
Si gioca al massimo in quattro con un mazzo da 48 carte hwatu le cui combinazioni permettono di ottenere vari punteggi, e il giocatore può scegliere di provare a incrementare il valore della propria mano continuando a pescare – esclamando "go" – oppure può fermare il gioco quando ritiene di avere una mano di valore sufficientemente alto – esclamando "stop": da qui il nome Go-Stop.

## Storia
Il Go-Stop è un derivato del Koi-Koi, un gioco di carte con le hanafuda (nome giapponese delle hwatu) sviluppato in Giappone negli anni Cinquanta, che tuttavia non riscosse molta popolarità. Si presume che il Go-Stop sia stato introdotto in Corea negli anni Sessanta e che sia diventato comune nel corso del decennio successivo grazie alle regole flessibili, l'imprevedibilità con cui si sviluppa la partita, la rapidità del gioco (che può terminare anche in 5 minuti), l'articolato sistema di calcolo del punteggio, e la possibilità di giocare di strategia. Negli anni Ottanta, Go-Stop era ormai diventato sinonimo di hwatu in Corea del Sud.

## Gioco
| Mese                                                                                | Tipo  | Tipo | Tipo | Tipo | Tipo | Tipo      |
| Mese                                                                                | Gwang | Yul  | Tti  | Pi   | Pi   | Pi doppie |
| ----------------------------------------------------------------------------------- | ----- | ---- | ---- | ---- | ---- | --------- |
| Gennaio                                                                             |       |      |      |      |      |           |
| Febbraio                                                                            |       |      |      |      |      |           |
| Marzo                                                                               |       |      |      |      |      |           |
| Aprile                                                                              |       |      |      |      |      |           |
| Maggio                                                                              |       | †    |      |      |      |           |
| Giugno                                                                              |       |      |      |      |      |           |
| Luglio                                                                              |       |      |      |      |      |           |
| Agosto                                                                              |       |      |      |      |      |           |
| Settembre                                                                           |       | †    |      |      |      |           |
| Ottobre                                                                             |       |      |      |      |      |           |
| Novembre                                                                            |       |      |      |      |      |           |
| Dicembre                                                                            |       |      |      |      |      |           |
| Note: - †: Le carte Yul di maggio e settembre possono contare anche come Pi doppie. |       |      |      |      |      |           |

Prima di iniziare a giocare si tira a sorte per scegliere il mazziere, che distribuirà le carte ad ogni giocatore: 10 a testa se sono in due, 7 se sono in tre, 6 se sono in quattro. Il giocatore alla sua sinistra ha il diritto di tagliare il mazzo. Le carte avanzate vengono impilate coperte al centro del tavolo, tranne 8 (se si gioca in due), 6 (se si gioca in tre) o 4 (se si gioca in quattro), che si sparpagliano scoperte. A questo punto ogni giocatore controlla le carte che gli sono state distribuite, e deve dichiarare apertamente agli avversari se ne ha tre dello stesso mese, un'operazione chiamata heundeum ("scuotere"). La partita termina immediatamente in due casi: se tra le carte scoperte sul tavolo ce ne sono quattro appartenenti allo stesso mese, il gioco è considerato nullo e si ricomincia da capo; oppure, se un giocatore ha quattro carte dello stesso mese in mano, è dichiarato subito vincitore. Diversamente, la partita continua.
Ogni giocatore accoppia le carte che ha in mano con quelle lasciate sul tavolo o ne pesca di nuove dal mazzo coperto, mostrando di volta in volta le combinazioni agli avversari. Se sul tavolo ci sono tre carte dello stesso mese, possono essere reclamate soltanto tutte insieme. Quando un giocatore segna un numero prestabilito di punti (in genere almeno 3 o 7), può interrompere il gioco dicendo "stop" e incassare la vincita, oppure andare avanti dicendo "go" nel tentativo di alzare la posta in palio. Il gioco termina quando un giocatore dice "stop", quando il mazzo finisce, o quando non si riescono più a fare delle combinazioni. Ogni partita viene giocata in senso antiorario e dura tra i 10 e i 15 minuti; il vincitore diventa il nuovo mazziere.

### Calcolo del punteggio
Il mazzo di carte da Go-Stop si compone di 48 carte (a cui possono essere aggiunti dei jolly) suddivise equamente sui dodici mesi dell'anno e non uniformemente in quattro categorie denominate Gwang ("brillante", 5 carte), Yul ("animale", 9 carte), Tti ("nastro", 10 carte) e Pi ("cianfrusaglie", 24 carte), che ne determinano il punteggio. Le carte di dicembre, o "piogge", hanno valore minore. Il punteggio è così calcolato:
- 5 Gwang: 15 punti
- 4 Gwang: 4 punti
- 3 Gwang senza pioggia: 3 punti
- 3 Gwang con pioggia: 2 punti
- 5 Yul: 1 punto
  - Yul aggiuntive oltre la quinta: 1 punto ciascuna
  - Godori (combinazione formata dalle carte Yul di febbraio, aprile e agosto): 5 punti
- 5 Tti: 1 punto
  - Tti aggiuntive oltre la quinta: 1 punto ciascuna
- 3 Tti rosse con poesie (gennaio, febbraio, marzo): 3 punti
- 3 Tti blu (giugno, settembre e ottobre): 3 punti
- 3 Tti rosse senza poesie (aprile, maggio e luglio): 3 punti
- 10 Pi: 1 punto
  - Pi aggiuntive oltre la decima: 1 punto ciascuna

Le carte Pi di dicembre e novembre contano come Pi doppie, mentre la carta Yul di settembre può valere sia come Yul che come Pi ai fini del punteggio.